# Speleologia in cavità artificiali

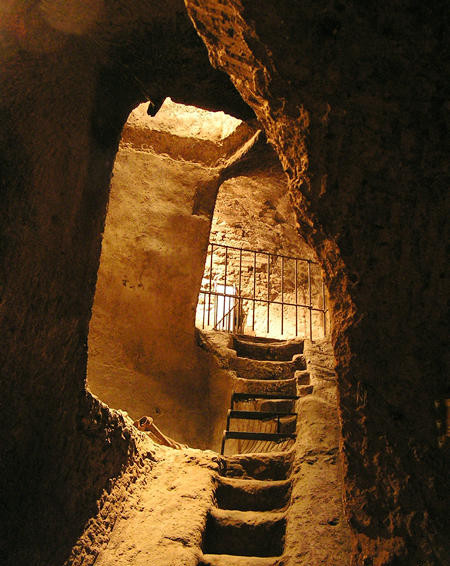
Una cisterna etrusca nelle grotte di Orvieto

La speleologia in cavità artificiali, nota anche come speleologia urbana, è una branca della speleologia che si occupa degli ipogei, ambienti sotterranei di interesse storico e antropologico.

## Storia
Quest'attività, inizialmente denominata speleologia urbana perché svolta essenzialmente nel sottosuolo delle città, si sviluppò in Italia già a partire dal 1958, grazie alla grande ricchezza di reperti del nostro sottosuolo e all'intelligente curiosità culturale di alcuni speleologi. Le prime cavità studiate furono i sotterranei di Chiusi, l'emissario del lago Albano e le cavità napoletane.
A partire dagli anni ottanta questa attività si diffonde anche nel resto d'Italia e, a fronte dell'evidenza di un elevato numero di cavità artificiali anche in ambienti extraurbani, si preferì adottare l'attuale denominazione di "speleologia in cavità artificiali", la quale meglio indica la natura onnicomprensiva di quest'attività. Sempre in questi decenni questo metodo di studio del sottosuolo si diffonde anche nel resto del mondo, con associazioni e organizzazioni anche a livello internazionale.

## Descrizione

### Lo studio degli ipogei

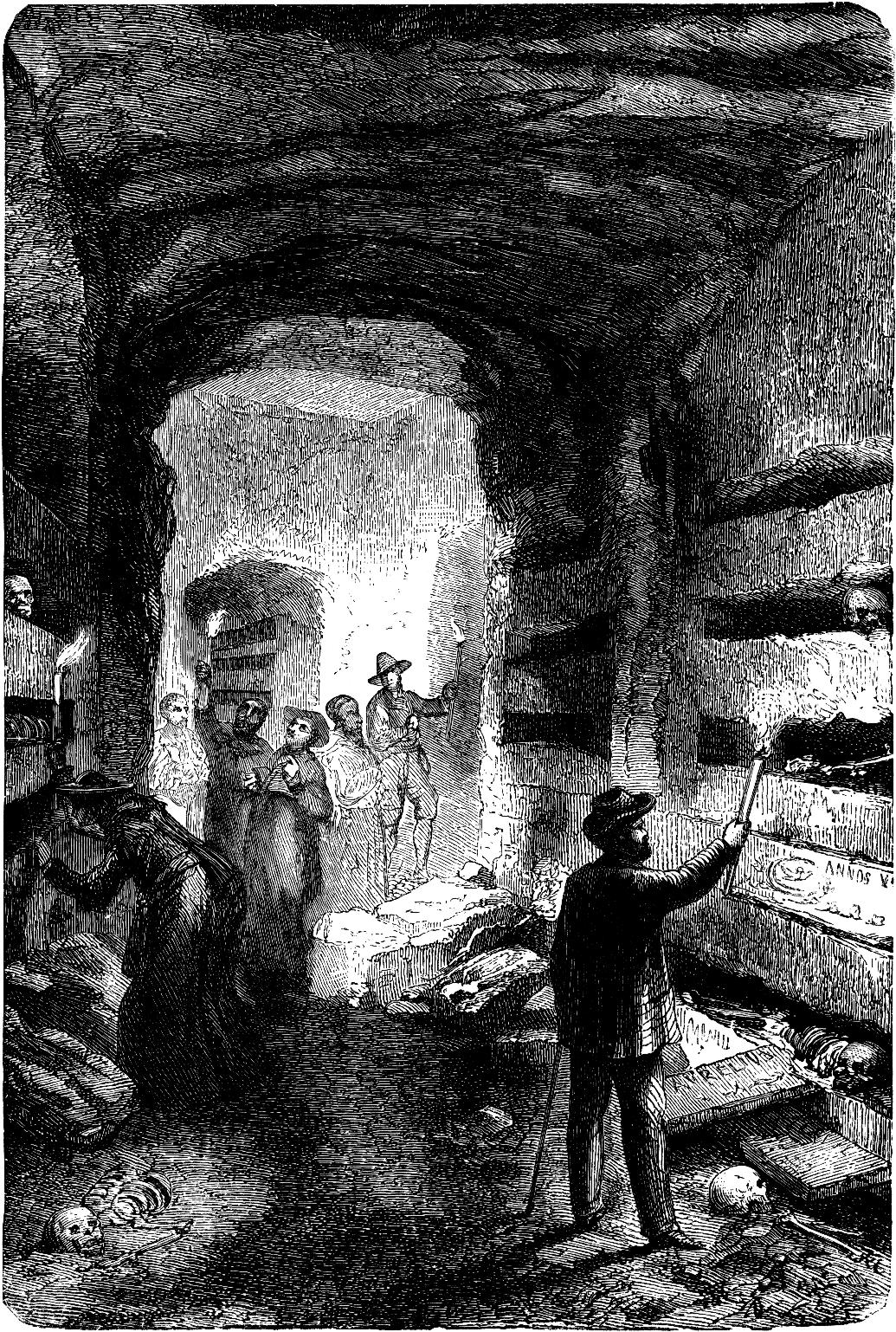
Le catacombe di Napoli in una incisione del 1877

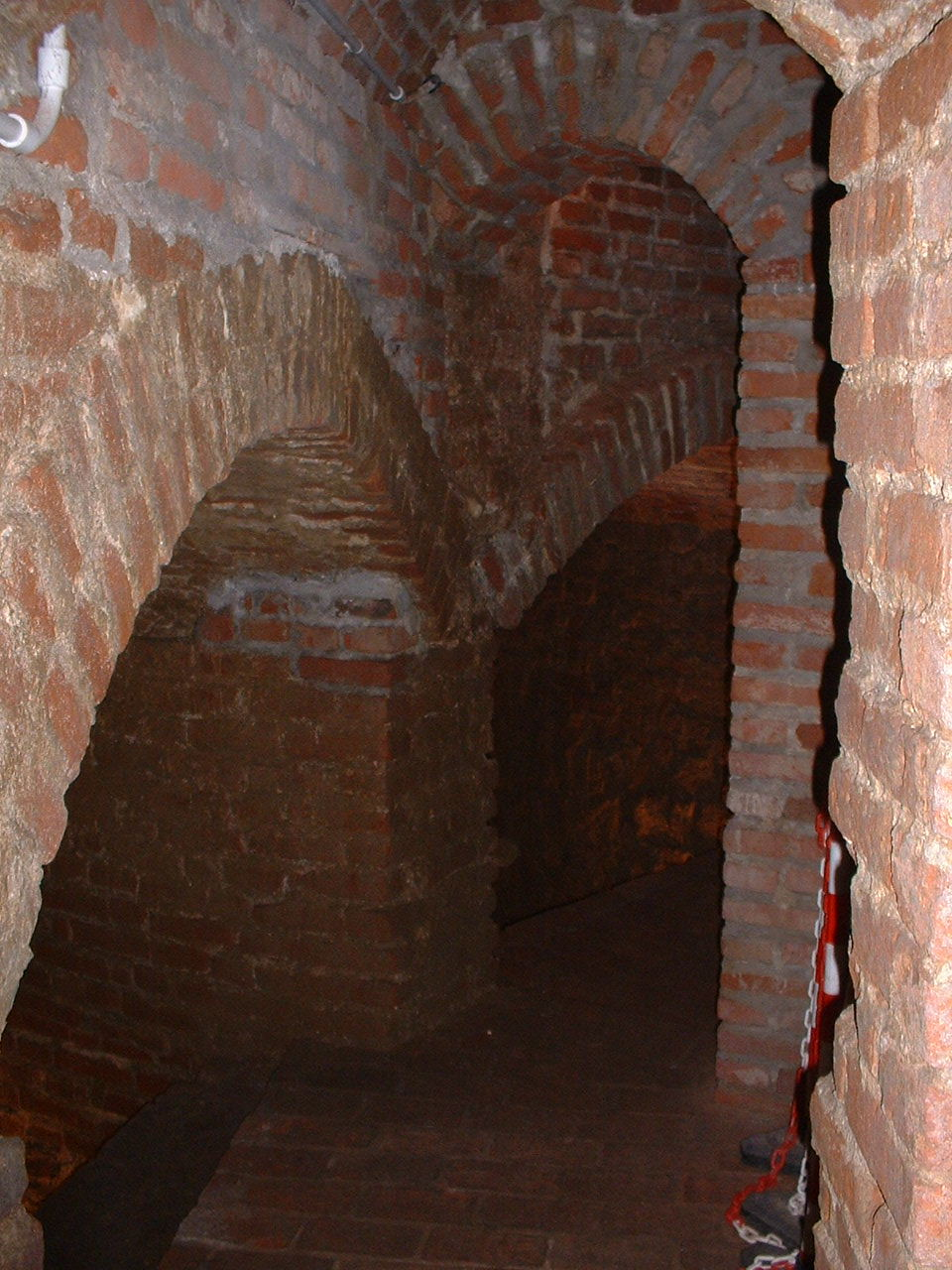
Sotterranei a Soncino

Le indagini che lo speleologo svolge in cavità artificiali sono indirizzate all'individuazione geografica e tipologica dell'ipogeo, all'analisi delle tecniche progettuali e degli utensili impiegati, alla comprensione degli scopi primari e secondari che hanno motivato la realizzazione di tali opere, alla comparazione fra lo status attuale del territorio e quello antecedente le modificazioni.
La riscoperta, lo studio e la documentazione di strutture ipogee dimenticate, talvolta perché ormai inutilizzate, riveste grande interesse dal punto di vista archeologico, storico, antropologico ed anche urbanistico ed architetturale. Non di rado, infatti, si riscoprono opere che da tempi antichi o antichissimi continuano a fornire un prezioso ma ignorato contributo al controllo del territorio, specialmente in termini di gestione delle acque.

### Organizzazioni
La Società Speleologica Italiana, associazione nazionale di riferimento per l'esplorazione e la documentazione del mondo sotterraneo, attraverso un'apposita "Commissione Cavità Artificiali" costituita nel 1981 a Narni, si occupa della catalogazione tipologica delle opere ipogee artificiali, della catastazione e conservazione dei dati acquisiti, dell'organizzazione di campagne di studio e ricerca, della presentazione dei risultati degli studi in occasione di convegni e congressi. La Commissione Cavità Artificiali della Società Speleologica Italia cura, dal 1999, la rivista quadrimestrale "Opera Ipogea", il primo periodico italiano dedicato alla materia. Notevole impegno, infine, viene dedicato alla conservazione e all'incremento dell'archivio documentale del materiale prodotto dagli speleologi denominato "Catasto nazionale della cavità artificiali".
Anche l'Unione Internazionale di Speleologia ha una commissione, la Artificial Cavities Commission, dedicata a questo tipo di speleologia.

### Il caso Trieste
Per intraprendere un censimento e quantificazione delle opere ipogee artificiali presenti sul territorio del Comune di Trieste dobbiamo procedere ad una classificazione di comodo che permetta di raggruppare, per grandi linee, le diverse tipologie che si possono riscontrare.
1. Gallerie d'acqua (acquedotti, torrenti coperti, pozzi e cisterne).
2. Manufatti bellici (gallerie di ricovero antiaereo per la popolazione civile, gallerie di ricovero antiaereo per militari, depositi di acqua per la protezione antincendio).
3. Sotterranei storici della città (San Giusto, Gesuiti, Santa Maria Maggiore, Rotonda dei Pancera).

La città di Trieste durante i secoli della sua espansione urbanistica ha sviluppato, nel sottosuolo, numerosi ipogei artificiali. Le opere ipogee più antiche sono quelle relative al periodo romano. Le vestigia più importanti di questo periodo riguardano l'acquedotto che dalla Val Rosandra portava l'acqua alla città di Tergeste. Attualmente alcuni suoi tratti sono stati localizzati ed esplorati, mentre altri risultano ancora inglobati nel sottosuolo cittadino e potrebbero venir "scoperti" durante lo scavo di nuove fondamenta per opere pubbliche e private. Vi è poi un periodo "buio", dove non troviamo opere ipogee di una certa importanza. Rari sono i documenti d'epoca che nominano le fonti di approvvigionamento idrico della Trieste medievale, il più antico è quello che nomina un pozzo e risale all'inizio del Quattrocento.
Tra il XII e il XVII secolo, la città era approvvigionata tramite la realizzazione di pozzi e cisterne che captavano l'acqua piovana o quella delle falde idriche. La soluzione di scavare dei pozzi fu sempre un palliativo al reale fabbisogno d'acqua. A questo scopo, nel XVIII secolo, venne realizzato l'acquedotto Teresiano che dal capofonte di San Giovanni portava l'acqua a Trieste nei pressi di piazza del Ponterosso. Ben presto questo acquedotto risultò insufficiente ai fabbisogni idrici della città e venne abbandonato. Alcuni suoi tratti sono ancora visibili nella zona di San Giovanni e lungo la via Pindemonte.
Per quanto riguarda le fortificazioni militari, l'elemento più antico ancora in essere è rappresentato dal castello di San Giusto, situato all'interno del perimetro urbano, sull'omonimo colle. All'interno di tale costruzione troviamo degli ipogei utilizzati come sotterranei ma, potrà sembrare strano, non sono state localizzate gallerie di mina e contromina. Durante la grande guerra lungo il ciglione carsico, a ridosso della città di Trieste, vennero utilizzate delle cavità naturali come posti di osservazione. Molte di queste grotte subirono degli adattamenti e alcune furono anche munite di murature in pietra o cemento. Nel 1917 il fronte di guerra interessò la zona del monte Ermada, estremo lembo della provincia di Trieste. Su questo territorio si combatterono la decima e l'undicesima battaglia dell'Isonzo.
Con l'entrata in guerra dell'Italia nel secondo conflitto mondiale furono predisposte, sulle alture che circondano la città Trieste, delle postazioni di cannoni antiaerei. Alcune di queste postazioni vennero munite di ricoveri ipogei usati prevalentemente come deposito delle munizioni. All'atto dell'entrata in guerra il Ministero dell'Interno predispose la realizzazione di opere di protezione antiaerea per la popolazione civile. Tra le altre vennero realizzati dei ricoveri antiaereo pubblici scavati sotto i colli cittadini.
Dopo l'occupazione della città di Trieste da parte dell'esercito tedesco e la realizzazione dell'amministrazione del Litorale Adriatico i tedeschi, fruendo dell'Organizzazione Todt (lavoro coatto), iniziarono a realizzare una serie di difese in previsione di uno sbarco alleato sul territorio. Vennero adattate alcune cavità già utilizzate durante la prima guerra mondiale e realizzato un sistema di trinceramenti lungo il ciglione carsico.
Le tipologie ipogee, risalenti al periodo bellico 1940-1945, che troviamo sul territorio della provincia di Trieste si possono dividere in: gallerie di ricovero antiaereo per la popolazione civile (gallerie antiaeree pubbliche comunali, ricoveri privati); gallerie di ricovero militari (Kleine Berlin, bunker di Opicina, cannoniera di Miramare, bunker di Sistiana, riservette e depositi di munizioni); depositi di acqua per approvvigionamento idrico e antincendio.

### Il caso Napoli
Napoli, tra le città italiane, è certamente quella il cui patrimonio ipogeo è stato maggiormente indagato. Nel suo sottosuolo si è scavato per circa 45 secoli e questo silenzioso ma inesorabile lavorìo ha portato alla realizzazione di tre acquedotti, centinaia di cave e innumerevoli trafori. Gli acquedotti che hanno fornito acqua alla città sono:
- Acquedotto Bolla, di epoca greca.
- Acquedotto Augusteo (noto anche come Claudio), di epoca romana.
- Acquedotto Carmignano, del XVII secolo.

La storia e la genesi del sottosuolo napoletano è legata alla formazione geologica su cui è nata e si è sviluppata la città, il "tufo giallo napoletano". Questa particolare roccia, di origine vulcanica, presenta caratteristiche tali che hanno consentito, da sempre, un suo facile e conveniente utilizzo; Il più antico esempio di cavità artificiali ci è dato da due tombe a forno, scoperte nel 1950 nella zona di Materdei, risalenti a oltre 4500 anni fa e attribuite alla cultura del Gaudo.
Proprio grazie alle sue caratteristiche litologiche, duttilità e leggerezza, con semplici attrezzi è stato possibile scavare ed estrarre la pietra per la realizzazione di mura di fortificazione e di abitazioni.
Questo materiale, che è stato sostituito solo nella prima metà del secolo scorso dal cemento armato, è stato estratto per migliaia di anni e in alcune zone della città sono rimaste cave d'imponenti dimensioni (ad esempio la cavità C0022, ubicata nel quartiere Stella, che da sola misura circa 42.000 m²).
Altre importanti opere ipogee sono quelle realizzate con lo scopo di rendere più agevoli le comunicazioni tra la città e le zone ad essa limitrofe: vanno certamente ricordati la Crypta Neapolitana tra Mergellina e Fuorigrotta, di epoca pre-romana e la Grotta di Seiano tra Posillipo e la piana di Bagnoli di epoca romana.
A Napoli opera, dal 1946, una sezione del "Centro Speleologico Meridionale", la quale ha rilevato e cartografato, nel solo territorio comunale, oltre 750 cavità per una superficie superiore al milione di metri quadrati. Tutti i dati in suo possesso sono consultabili attraverso il Web su 'Napoli Underground': le cavità rilevate sono state catalogate codificate ed inserite in un database, attraverso il quale è possibile accedere a tutte le informazioni riguardanti ogni singola latomia, che comprendono rilievi, fotografie, filmati e relazioni descrittive.

### Il Caso di Soncino
Il borgo di Soncino, situato nel mezzo della Pianura padana nell'alto cremonese, incastonato tra le province di Brescia e Bergamo e lambito dalle acque del fiume Oglio, è sempre stato territorio di confine con una vocazione prettamente militare. Ancora d'incerta origine, Soncino vide la sua migliore stagione all'epoca dell'istituzione a Borgo Franco nel 1118 fino ad arrivare alla proclamazione di Terra Separata nel 1311 passando attraverso la florida epoca comunale. La vicenda gloriosa del borgo cremonese si conclude con l'età sforzesca.
L'impianto urbanistico è tipicamente medioevale, con strade strette e case-torri che servivano sia come abitazione che come difesa. Lungo la Strada Granda si affacciano i palazzi signorili con caratteristici portici. Ancora oggi è possibile vedere le tre piazze medioevali:
quella politica, dove si affaccia il palazzo comunale con la torre civica (sec. XII); quella mercantile, sede del tradizionale mercato del martedì; quella religiosa tra la Pieve e il convento domenicano di San Giacomo.
La Cerchia Muraria circonda ancora pressoché interamente il dosso su cui sorge il centro storico di Soncino per una lunghezza di circa 2 km, interrotta solamente dalle quattro porte, poste ai quattro punti cardinali, in origine fornite di torretta e di un ponte levatoio che scavalcava il fossato. Completamente il laterizio, la cerchia muraria fu costruita intorno alla metà del XV secolo dagli Sforza su una precedente fortificazione risalente al XIII secolo. È una struttura unica nel suo genere, poiché rappresenta il passaggio tra l'epoca medioevale e quella rinascimentale. Peculiari delle mura soncinesi sono i numerosi vani sotterranei e le vie di fuga che si dirigono sia all'interno del borgo, sia all'esterno in aperta campagna.
La Rocca Sforzesca realizzata nel 1473, per ordine del Duca di Milano Galeazzo Maria Sforza dall'architetto cremonese Bartolomeo Gadio, è l'unica rocca sforzesca costruita ex novo. Tutta la struttura, realizzata interamente in laterizio, fu costruita in soli tre anni. Interamente circondata da un fossato, ora asciutto, presenta spesse cortine murarie, sulla sommità delle quali si innesta un camminamento di ronda. Addossato alla cortina nord, un possente rivellino, decisamente anomalo, fungeva da dogana, oltre che da difesa, quando le quattro porte di accesso al borgo erano chiuse in quanto, da questo cortile, si può accedere sia al borgo, sia alla campagna tramite il cosiddetto ponte di soccorso. Ai quattro angoli del cortile della Rocca si innalzano le torri: il mastio, la torre cilindrica e due torri gemelle, tutte con base a scarpa. Sulla sommità della torre cilindrica è posta una torretta di avvistamento denominata befredo. Nel mastio una cucina con camino e una sovrastante camera da letto fungevano da abitazione. Nella torre di sud-est si possono ammirare gli stemmi e alcune imprese sforzesche. L'intera merlatura del fortilizio è di tipo ghibellino a forma di coda di rondine. Visibile e ben conservato è l'apparato a sporgere munito di beccatelli e caditoie. Oggi la Rocca di Soncino, grazie anche ai numerosi restauri succedutisi, è la meglio conservata della Lombardia.
La stamperia ebraica dei Soncino, capostipite fu Moshèh da Spira che, lasciata la Germania, nel XV secolo giunse in Italia Settentrionale per esercitare il prestito su pegno (arte feneratoria o feneratizia), una delle pochissime professioni permesse agli ebrei. Il nipote, Israel Nathan, medico, progettò di allestire una stamperia ebraica in Soncino, ma solo il figlio di questi Yehoshùa Shelomòh portò a termine l'impresa. Proseguirono nell'attività tipografica i figli del fratello Moshèh: Gershòm e Shelomoh. La produzione di libri ebbe inizio nel dicembre 1483 con l'edizione del Talmud Babilonese Messeket Barakot (Trattato "Benedizioni") e proseguì sino al 1490. Furono stampate circa trenta edizioni tra le quali, notissima e di gran pregio, la Bibbia completa del 1488. La famiglia da Spira, negli anni della tipografia, cambiò il proprio cognome in Soncino. Tra i componenti Gershòm, considerato il più grande tipografo ebreo di tutti i tempi, fu l'unico attivo a cavallo di due secoli (il XV e il XVI) e il solo a stampare in italiano, greco e latino.

### Il caso Orvieto
La città di Orvieto nasconde sotto di sé circa 1200 grotte artificiali, costruite in 25 secoli, parte delle quali di proprietà del demanio, parte di proprietà dei privati che le adibiscono a cantine, parte proprietà della Diocesi Orvieto-Todi; quelle musealizzate sono visitabili in quattro percorsi sotterranei: "Orvieto Underground", tour alla città sotterranea gestito da Speleotecnica, socio di Italia Sotterranea, Sotterranei della Chiesa di S. Andrea gestiti dalla Soprintendenza dell'Umbria e dalla Parrocchia di S. Andrea, Il Labirinto di Adriano gestito da privati, il Pozzo della Cava gestito da privati, la Grotta dei Tronchi Fossili gestito dal Comune di Orvieto ed il celebre Pozzo di S. Patrizio gestito da società private per conto del Comune di Orvieto .

### Il caso Cagliari
La città di Cagliari nasconde una dimensione sotterranea, come un "secondo volto, buio, misterioso, sotterraneo" secondo lo speleologo e scrittore Marcello Polastri che ne descrive i sepolcri, le caverne e i passaggi segreti nel libro Cagliari la città di sotto.
Sono cavità sotterranee in prevalenza artificiali, di grande bellezza e importanza storica e che, molto spesso, hanno creato problemi per i frequenti smottamenti o perché sarebbero all'origine di pericolose voragini stradali.
Molte cavità artificiali cagliaritane sono state create per ricavare roccia ed edificare luoghi di culto, abitazioni o fortificazioni, oppure per raccogliere l'acqua piovana. In tal senso, le cisterne del periodo fenicio, punico e romano ma anche durante la dominazione della città da parte dei Pisani, il sottosuolo è stato sfruttato ampiamente con lo scavo di pozzi, fontane, altre cave di pietra. Spagnoli e Piemontesi sfruttarono ampiamente il sottosuolo riutilizzando l'intricato sistema sotterraneo creato dai loro predecessori.
L'associazione Sardegna Sotterranea ha mappato migliaia di questi ambienti sotterranei, pubblicando con frequenza settimanale notizie e immagini, video e documentari sui risultati ottenuti durante le esplorazioni.

### Il caso Catania
La città di Catania a differenza di quasi tutte le altre città italiane è stata edificata in massima parte su un suolo composto da diverse colate laviche sovrapposte; la restante parte sorge su argille esclusa la zona portuale, buona parte del centro storico all'interno delle mura ed una piccola parte a nord di esse che poggia su uno spesso strato di macerie dovuto ad eventi catastrofici. Sia le lave che le argille nel passato non hanno consentito lo scavo di vaste cavità artificiali, escludendo i pozzi idrici e piccole cisterne. Però le stesse colate per una ragione diversa sono state motivo di un enorme lavoro di scavo che ha portato alla creazione di un numero imprecisabile di cave sotterranee composte da dedali di gallerie e ampi slarghi. Tali cave non sono state scavate all'interno della massa lavica ma bensì alla loro base e precisamente nel suolo preesistente all'espansione lavica. In queste cave veniva estratta la cosiddetta "agghiara" o rena rossa di Verganiana memoria. Rosso Malpelo nell'omonima novella lavora e muore in una simile cava.
Tutte le cave che si estendono sotto l'abitato, negli anni più prossimi allo scoppio della seconda guerra mondiale e durante il conflitto furono adattate a rifugio antiaereo. Le gallerie più prossime agli accessi con l'esterno furono ampliate e rafforzate con poderosi muri e pilastri (nel Rifugio di via Daniele uno è stato realizzato a forma di un rudimentale fascio littorio), dotate di sedili in muratura, altarini, servizi igienici (in quelli più grandi) e di comode scale di accesso protetti da muri parasoffio. Alcuni rifugi anche se distanti, attraverso le gallerie delle cave, opportunamente sistemate, furono messi in comunicazione.

### Il caso Qualiano
Nel sottosuolo della città di Qualiano, vicino a Napoli, sono presenti diverse cavità utilizzate un tempo per l'estrazione del tufo.